# The Best Of (album Renaty Przemyk)
The Best of – kompilacja największych przebojów Renaty Przemyk, wydana w 2003. Album wydało Sony BMG. Dodatkowo umieszczone są dwa nowe utwory: "Kochana" i "Filigrany i moriole".

## Lista utworów
1. "Babę zesłał Bóg" – 3:09
2. "Ten taniec" – 4:33
3. "Kochaj mnie jak wariat" – 4:26
4. "Protest Dance" – 3:54
5. "Przejdę skoro wiem" – 3:10
6. "Nie mam żalu" – 3:16
7. "Zazdrosna" – 4:41
8. "Aż po grób" – 4:12
9. "Co to będzie" – 3:42
10. "Ostatni z zielonych" – 2:59
11. "Zmrok" – 3:30
12. "Filigrany i moriole"  feat. Fiolka – 4:43
13. "Własny pokój" – 4:25
14. "Zero (odkochaj nas)" – 4:12
15. "Zapach" feat. Maciej Możdżeń – 4:13
16. "Bo jeśli tak ma być" – 4:15
17. "Łatwo uwierzyć" – 3:30
18. "Drzewo" – 4:21
19. "Kochana" gościnnie Katarzyna Nosowska – 4:27

Single
1. „Kochana”[1] gościnnie Katarzyna Nosowska